# Once Upon a Time... Man
Жил-был человек (фр. Il était une fois... l'Homme) — французский мультсериал 1978 года режиссера Альбера Барилье. Первый мультсериал из цикла Once Upon a Time…. В качестве музыкальной темы мультсериала, которая звучала во время начальных и финальных титров, была использована Токката и фуга ре минор Иоганна Себастьяна Баха.
Мультсериал состоит из 26 серий и охватывает период от доисторических времен до 1970-х годов и далее. Мультсериал был снят на студии Procidis.
Первый показ мультсериала в США состоялся на канале History Channel в январе 1996 года.

## В ролях
- Роже Карель — Маэстро
- Ив Барсак — Джамбо (Ле Гро)

## Сюжет
Мультсериал рассказывает о всемирной истории в форме, рассчитанной на детей. Основные персонажи мультсериала — Пьер, среднестатический взрослый мужчина, Маэстро — моральный авторитет, Ле Гро — помощник Пьера и Пьеретта. В каждой серии эти персонажи появляются в различные периоды истории.